# Вулиця Патріарха Володимира Романюка
Ву́лиця Патріа́рха Володи́мира Романюка́ — вулиця у Святошинському районі міста Києва, селище Біличі. Пролягає від безіменного проїзду вздовж проспекту Академіка Палладіна до вулиці Академіка Булаховського. 
Прилучаються вулиці Купріна, Шкільна, Бучанська, Мальовнича, провулки Мальовничий та Сиванівський.

## Історія
Вулиця виникла в першій половині XX століття, мала назву (2-га) вулиця Жовтневої революції (на честь Жовтневої революції 1917 року). 
З 1955 року набула назву Дрогобицька (на честь міста Дрогобич). Де-факто до перейменування існувала під паралельними назвами: Жовтнева й Дрогобицька.
Сучасна назва на честь Патріарха Київського і всієї Руси-України Української православної церкви Київського патріархату Володимира (Романюка) — з 2016 року.

## Зображення

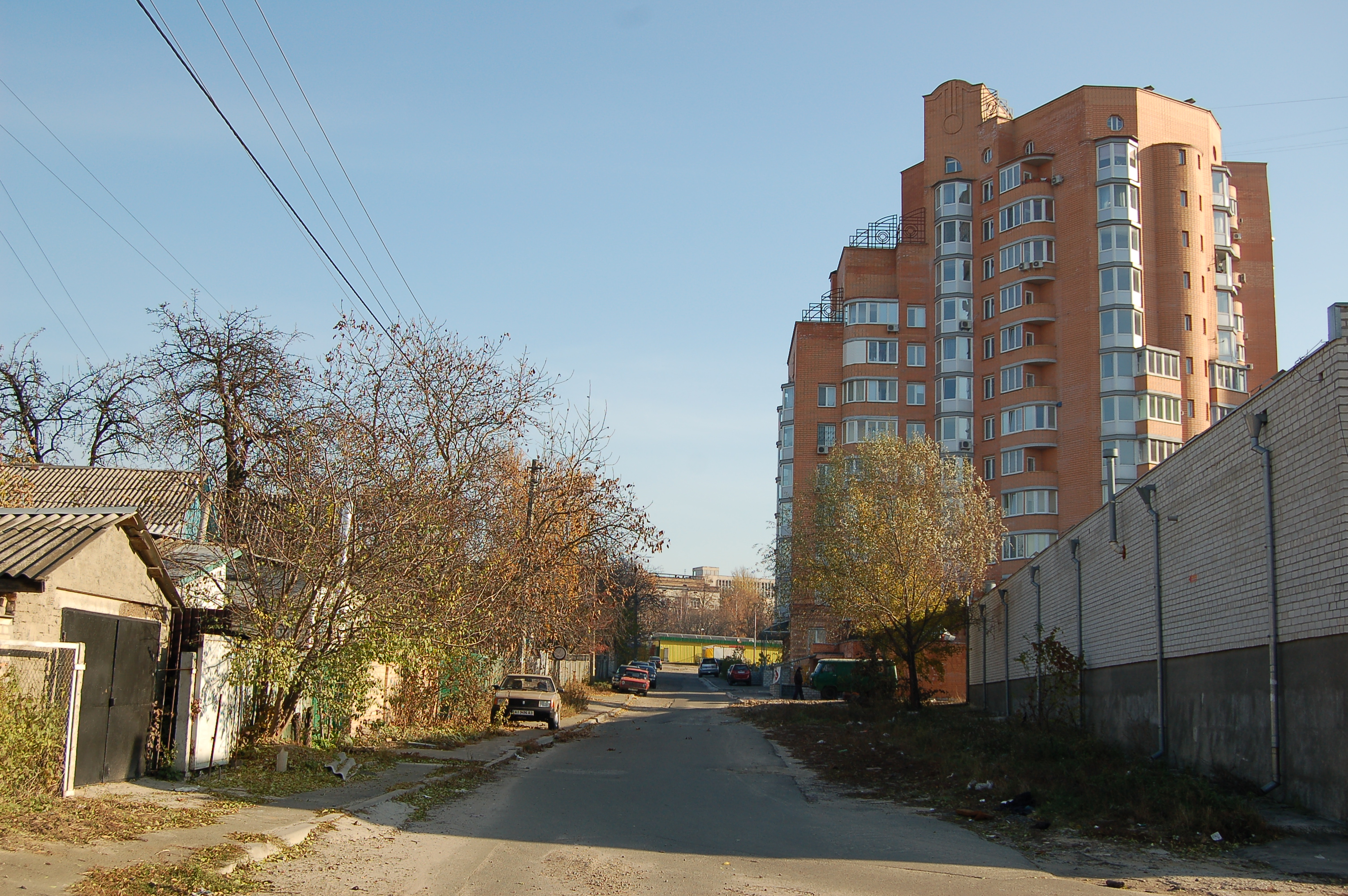
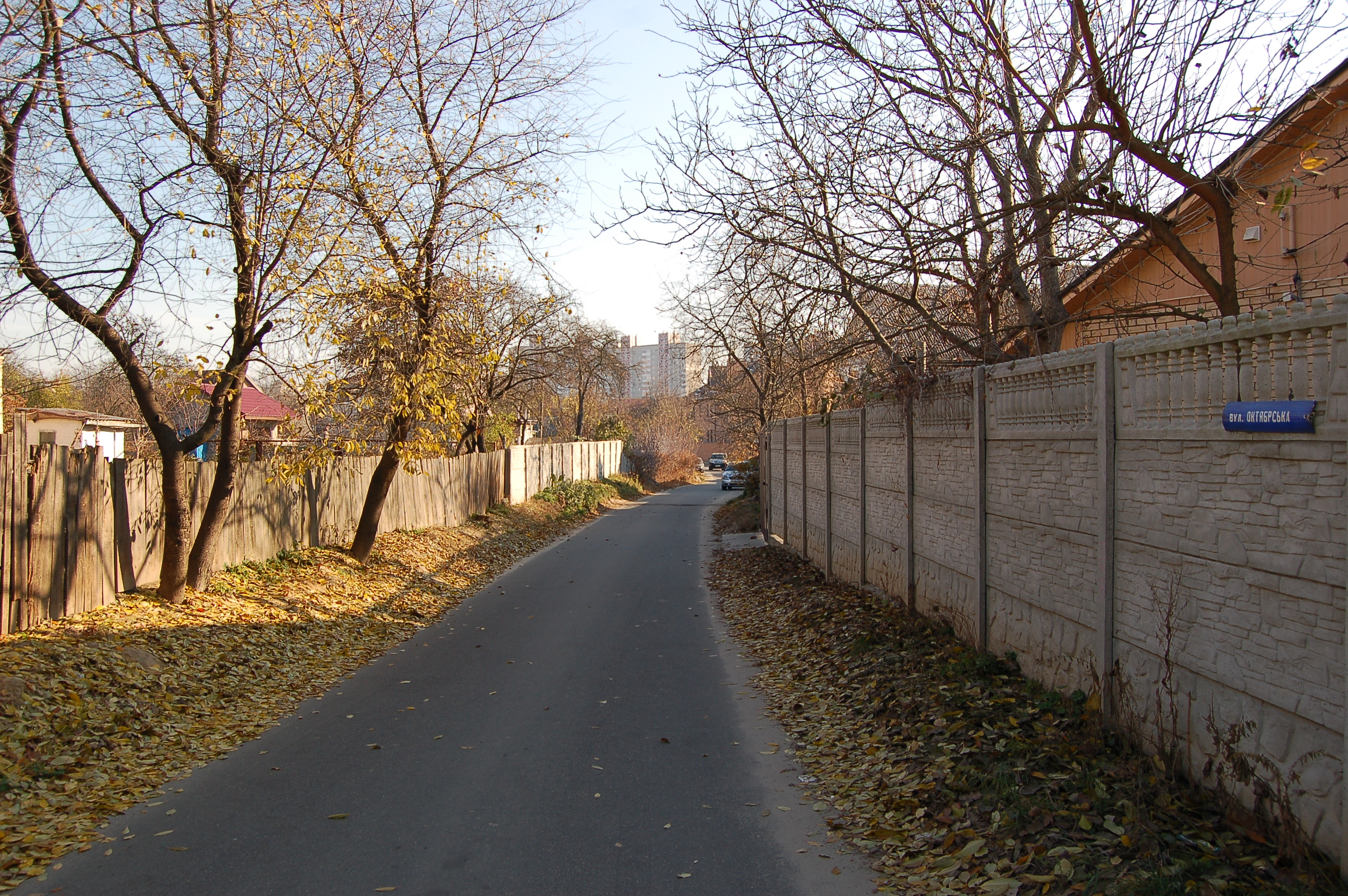